# 37.ª edición de los Premios Grammy
La 37.ª edición de los Premios Grammy se celebró el 1 de marzo de 1995 en el Shrine Auditorium de Los Ángeles, en reconocimiento a los logros discográficos alcanzados por los artistas musicales durante el año anterior. El evento fue presentado por Paul Reiser y fue televisado en directo en Estados Unidos por CBS.

## Ganadores

### Generales
- Grabación del año
  - Bill Bottrell (productor); Sheryl Crow (intérprete) por "All I Wanna Do"
- Álbum del año
  - David Kahne (productor); Tony Bennett (intérprete) por MTV Unplugged: Tony Bennett
- Canción del año
  - Bruce Springsteen (compositor e intérprete) por "Streets of Philadelphia"
- Mejor artista novel
  - Sheryl Crow

### Alternativa
- Mejor álbum de música alternativa
  - Green Day por Dookie

### Blues
- Mejor álbum de blues tradicional
  - Eric Clapton por From the Cradle
- Mejor álbum de blues contemporáneo
  - Pops Staples por Father Father

### Clásica
- Mejor interpretación orquestal
  - Karl-August Naegler (productor), Pierre Boulez (director) & Chicago Symphony Orchestra por Bartók: Concerto for Orchestra; Four Orchestral Pieces, Op. 12
- Mejor interpretación solista vocal clásica
  - Cecilia Bartoli por The Impatient Lover - Italian Songs by Beethoven, Schubert, Mozart
- Mejor grabación de ópera
  - Martin Sauer (productor), Kent Nagano (director), Kenn Chester, Jerry Hadley, Samuel Ramey, Cheryl Studer & Orchestre of Opera De Lyon & Chorus por Floyd: Susannah
- Mejor interpretación coral
  - John Eliot Gardiner (director de coro), Monteverdi Choir & Orchestre Révolutionnaire et Romantique por Berlioz: Messe Solennelle
- Mejor interpretación clásica, solista instrumental (con orquesta)
  - David Zinman (director), Yo-Yo Ma & Baltimore Symphony Orchestra por The New York Album - Works of Albert, Bartók & Bloch
- Mejor interpretación clásica, solista instrumental (sin orquesta)
  - Emanuel Ax por Haydn: Sonatas para piano n.º 32, 47, 53, 59
- Mejor interpretación de música de cámara
  - Daniel Barenboim, Dale Clevenger, Larry Combs, Daniele Damiano, Hansjorg Schellenberger & Berlin Philharmonic por Beethoven / Mozart: Quintetos (Chicago-Berlin)
- Mejor composición clásica contemporánea
  - Stephen Albert (compositor), David Zinman (director) & Yo-Yo Ma por Albert: Concierto para violonchelo
- Mejor álbum de música clásica
  - Karl-August Naegler (productor), Pierre Boulez (director) & Chicago Symphony Orchestra por Bartók: Concerto for Orchestra; Four Orchestral Pieces, Op. 12

### Composición y arreglos
- Mejor composición instrumental
  - Michael Brecker (compositor) por "African Skies"
- Mejor canción escrita específicamente para una película o televisión
  - Bruce Springsteen (compositor e intérprete) por "Streets of Philadelphia" (de Philadephia)
- Mejor álbum de banda sonora original instrumental escrita para una película o televisión
  - John Williams (compositor) por Schindler's List
- Mejor arreglo instrumental
  - Dave Grusin (arreglista) por "Three Cowboy Songs"
- Mejor arreglo instrumental acompañado de vocalista
  - Hans Zimmer & Lebo Morake (arreglistas); Carmen Twillie (intérpretes) por "Circle of Life" (de El rey león)

### Country
- Mejor interpretación vocal country, femenina
  - Mary Chapin Carpenter por "Shut Up and Kiss Me"
- Mejor interpretación vocal country, masculina
  - Vince Gill por "When Love Finds You"
- Mejor interpretación country, duo o grupo
  - Asleep at the Wheel & Lyle Lovett por "Blues for Dixie"
- Mejor colaboración vocal country
  - Aaron Neville & Trisha Yearwood por "I Fall to Pieces"
- Mejor interpretación instrumental country
  - Chet Atkins por "Young Thing"
- Mejor canción country
  - Gary Baker & Frank J. Myers (compositores); John Michael Montgomery (intérprete) por "I Swear"
- Mejor álbum de música country
  - Mary Chapin Carpenter por Stones in the Road
- Mejor álbum de bluegrass
  - Jerry Douglas & Tut Taylor (productores); varios intérpretes por The Great Dobro Sessions

### Espectáculo musical
- Mejor álbum de espectáculo musical
  - Phil Ramone (productor), Stephen Sondheim (compositor y guionista) & el elenco original por Passion

### Folk
- Mejor álbum de folk tradicional
  - Bob Dylan por World Gone Wrong
- Mejor álbum de folk contemporáneo
  - Johnny Cash por American Recordings

### Gospel
- Mejor álbum gospel pop/contemporáneo
  - Andrae Crouch por Mercy
- Mejor álbum gospel rock
  - Petra por Wake-Up Call
- Mejor álbum gospel soul tradicional
  - Albertina Walker por Songs of the Church - Live in Memphis
- Mejor álbum gospel soul contemporáneo
  - Take 6 por Join the Band
- Mejor álbum gospel sureño, country o bluegrass
  - Alison Krauss & The Cox Family por I Know Who Holds Tomorrow
- Mejor álbum gospel, coro o coros
  - Milton Brunson (director de coro); Thompson Community Singers (intérpretes) por Through God's Eyes
  - Hezekiah Walker (director de coro); Love Fellowship Crusade Choir (intérpretes) por Live in Atlanta at Morehouse College

### Hablado
- Mejor álbum hablado
  - Henry Rollins por Get In The Van - On The Road With Black Flag
- Mejor álbum hablado de comedia
  - Sam Kinison por Live From Hell

### Histórico
- Mejor álbum histórico
  - Michael Lang & Phil Schaap (productores); Billie Holiday (intérprete) por The Complete Billie Holiday on Verve 1945-1959

### Infantil
- Mejor álbum musical para niños
  - Mark Mancina, Jay Rifkin, Chris Thomas, Hans Zimmer (productores) & varios intérpretes por The Lion King - Original Motion Picture Soundtrack
- Mejor álbum hablado para niños
  - Ted Kryczko, Randy Thornton (productores) & Robert Guillaume por The Lion King Read-Along

### Jazz
- Mejor interpretación jazz instrumental, solista
  - Benny Carter por "Prelude to a Kiss"
- Mejor interpretación jazz instrumental, individual o grupo
  - Ron Carter, Herbie Hancock, Wallace Roney, Wayne Shorter & Tony Williams por A Tribute to Miles
- Mejor interpretación jazz instrumental, conjunto grande
  - McCoy Tyner por "Journey"
- Mejor interpretación jazz vocal
  - Etta James por Mystery Lady - Songs of Billie Holiday
- Mejor interpretación jazz contemporáneo
  - The Brecker Brothers por "Out of the Loop"
- Mejor álbum de jazz latino
  - Arturo Sandoval por Danzón (Dance On)

### Latina
- Mejor álbum de pop latino
  - Luis Miguel por "Segundo romance"
- Mejor álbum latino tropical tradicional
  - Cachao por Master Sessions Volume 1
- Mejor interpretación mexicano-americana
  - Vikki Carr por "Recuerdo a Javier Solis"

### New age
- Mejor interpretación new age
  - Paul Winter por Prayer for the Wild Things